# Kunstpreis der Stadt Leipzig
Die Stadt Leipzig vergab von 1959 bis 1989 den Kunstpreis der Stadt Leipzig, der für hervorragende Verdienste auf künstlerischem Gebiet an Personen verliehen wurde, die das Ansehen der Stadt überregional förderten: Architekten, bildende Künstler, Komponisten, Musiker, Sänger, Schauspieler und Schriftsteller sowie Literatur- und Kunstkritiker.

## Preisträger
- 1959 Walter Arnold, „Neuland unterm Pflug“-Schauspielerkollektiv, Heinz Rusch und Rudolf Fischer
- 1960 Fritz Geißler,[1] Paul Joachim Schneider (Schauspieler, 1882–1977), Walter Münze, Hanns Maaßen und das Kollektiv Architekt Berthold Schneider
- 1961 Heinrich Witz, Emmy Köhler-Richter, Ferdinand May und Wilhelm Weismann
- 1962 Gabriele Meyer-Dennewitz[2]
- 1963 Hildegard Maria Rauchfuß
- 1964 Georg Maurer[3], Gerhard Kurt Müller
- 1965 Ilse Decho, Hans Pfeiffer, Ottmar Gerster, Ingeborg Ottmann und Kollektiv Kurt Nowotny, Alfred Rammler, Rudolf Rohrer
- 1966 Annerose Schmidt, Georg Kretzschmar
- 1967 Gerhard W. Menzel, Norbert Thiel
- 1968 Carlernst Ortwein, Hans Sandig, Wolfgang Mattheuer,[4] Hans-Joachim Hegewald, Bernhard Schröter und das Kollektiv des Leipziger Arbeitervarietes des FDGB
- 1969 Peter Herrmann,[5] Walter Schmidt, Manfred Künne, Wolfgang Müller, Heinz Wagner[6] Gunter Walther, Ensemble „Deutsch-Sowjetische Freundschaft“, Ursula Tschesno-Hell, Michael Tschesno-Hell und Lothar Dutombé
- 1970 Werner Heiduczek, Fred Lohse, Bernhard Heisig[7]
- 1971 Rudolf Skoda,[8] Werner Tübke,[9] Erhard Ragwitz, Heinz Mutterlose[10]
- 1972 Erhard Mauersberger, Ursula Mattheuer-Neustädt[11]
- 1973 Jürgen Brinkmann[12], Friedhelm Eberle[13] und Willibald Mayerl
- 1974 „Wallenstein“-Inszenierungskollektiv der Leipziger Theater, Künstlerkollektiv für die Schaffung des Hochreliefs für die Karl-Marx-Universität (Rolf Kuhrt, Frank Ruddigkeit, Klaus Schwabe), Thomanerchor und Gewandhauschor
- 1975 Karl Krug
- 1976 „Ring des Nibelungen“-Inszenierungskollektiv (u. a. Joachim Herz, Sigrid Kehl, Gert Bahner, Andreas Pieske und Helmut Ernst, Heinz Krause-Graumnitz[14])
- 1977: Hans Neupert, Luise Neupert-Keil, Heinz Mäde
- 1978 Kurt Masur, Irmgard Horlbeck-Kappler,[15] Ulrich Hachulla, Rundfunk-Kinderchor Leipzig, Gertrud Oertel, Helmut Richter, Günter Meißner und Eberhardt Klemm
- 1979 Dietrich Burger, Horst Förster, Gert Gütschow, Karl-Wilhelm Hahnemann, Gunter Preuß,[16] Henry Schumann, Siegfried Thiele,[17] Werner Wolf, Leipziger Opernchor, Gewandhaus-Bläserquintett, Akademische Orchester der Karl-Marx-Universität
- 1980 Gerhard Bosse, Günter Lohse, Gotthard Müller, Helmut Bartuschek,[18] Günter Horlbeck, Günther Garbe, Olaf Didam, Karl Max Kober und Fritz Kämpfer
- 1981 Rosemarie Lang, Karl Ottomar Treibmann[19], Karl Mehlich, Elisabeth Schulz-Semrau, Günter Richter,[20] Ulrike Oelzner, Thomas Oelzner, Leipziger Synagogalchor (Ltg. Helmut Klotz),[21] Georg Antosch, Günter Hofmann und Boris Prokrowski
- 1982 Walter Eichenberg,[22] Hans-Joachim Förster,[23] Friedrich Schenker,[24] Jürgen Lehmann, Erich Gerberding, Manfred Stephan, Monika Winkler und Horst Galle
- 1983 Leipziger Hornquartett,[25] Egbert Herfurth, Wolfgang Peuker, Udo Klement
- 1984 Karl-Georg Kayser, Gottfried Richter, Rundfunk-Sinfonieorchester Leipzig, Rundfunkchor Leipzig, Rolf Seidel, Gisela Keller-Oechelhaeuser, Gert Pötzschig,[26] Evelyn Richter, Peter Gosse, Karl Zumpe, Werner Bachmann, Günter Neubert und Horst Pieroh
- 1985 Hans Grüß,[27] Adel Karasholi,[28] Věnceslava Hrubá-Freiberger, Rudolf Riemer, Arnd Schultheiß,[29] Roselind Czernetzki, Ute Holstein, Rainer Behrens und Günter Latsch
- 1986 Gruppe Neue Musik Hanns Eisler, Wolfgang Hauswald, Karl-Heinz Schamal, Roland Seiffarth, Günter Schwarzlose, Heinz Zander, Dieter Nentwig, Angela Stachowa, Dieter Gleisberg und Peter Reichel
- 1987 Peter Sylvester,[30] Hans-Joachim Rotzsch, Frank Schöbel
- 1988 Gewandhaus-Kinderchor, Jürgen Kurth,[31] Roger Rössing und Renate Rössing[32]
- 1989 Evelyn Richter,[33] Berndt Stübner,[34] Arno Rink, Emmy Köhler-Richter, Günter Bormann und das Gestalterkollektiv der jeweils vierstündigen Leipziger Abende 1970–89 im Hörfunkprogramm von Radio DDR II